# Ordem de São Patrício
A Ilustríssima Ordem de São Patrício (em inglês, Most Illustrious Order of Saint Patrick) é uma ordem de códigos de cavalaria britânica associada com a Irlanda. Foi criada em 1783 por Jorge III, e a nomeação regular de cavaleiros de São Patrício durou até 1922, quando a maioria dos irlandeses aprovaram o independente Estado Livre Irlandês. Ainda que a Ordem, tecnicamente, siga existindo, não foi nomeado nenhum cavaleiro de São Patrício desde 1936, e o último cavaleiro, o Príncipe Henrique, Duque de Gloucester, morreu em 1974. O rei Carlos III, entretanto, permanece como Soberano da Ordem, e um oficial, o Rei de Armas de Norroy e Ulster, também está vivo.
São Patrício é o padroeiro da ordem, e seu lema é Quis separabit?, "Quem nos separará?", uma alusão à tradução Vulgata da Epístola aos Romanos 8:35, "Quem nos separará do amor de Cristo?".
A maioria das ordens de cavalaria britânicas cobre o Reino inteiro, mas cada uma das três maiores só pertence a uma nação constituinte. A Ordem de São Patrício, enquanto pertencendo à Irlanda, é a menor dessas três em precedência e idade. O equivalente dela na Inglaterra é a Ordem da Jarreteira, a ordem de cavalaria mais velha do Reino Unido, datada de meados do século XIV. Na Escócia é a Ordem do Cardo-selvagem, datada de 1687.
A Ordem ganhou cobertura internacional em 1907, quando seus distintivos, conhecidos como Jóias da Coroa Irlandesa, foram roubados do Castelo de Dublin pouco antes de uma visita do Soberano da Ordem, o Rei Eduardo VII. Os paradeiros desse distintivos continuam a ser um mistério.

## História

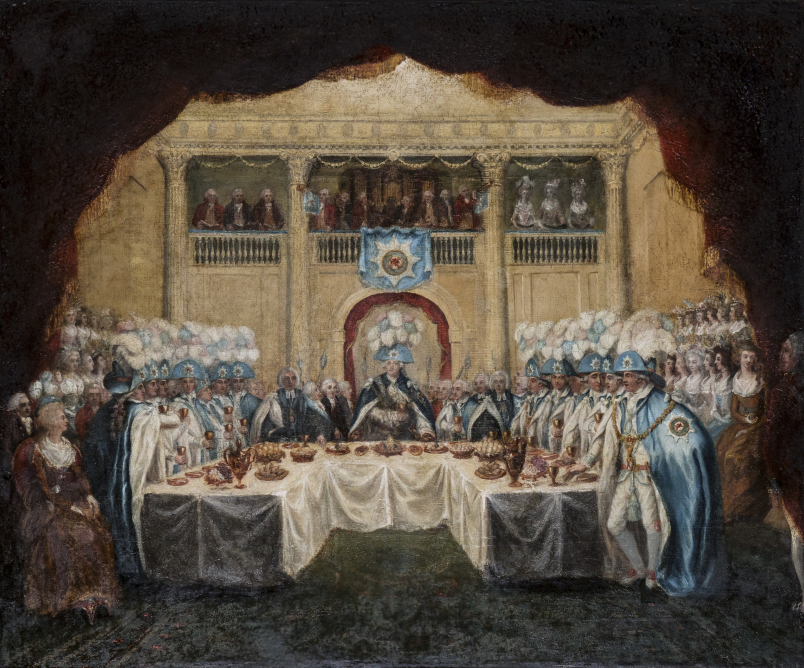
O jantar de instalação para a fundação da Ordem que aconteceu em 17 de março de 1783 no Grande Salão do Castelo de Dublin.

### Fundação
A Ordem foi fundada em 1783, um ano depois da concessão de uma autonomia significativa para a Irlanda, como forma de recompensa (ou obtenção) de apoio político para a coroa britânica no Parlamento Irlandês. A Ordem do Banho, fundada em 1725, tinha sido instituída por razões similares. Os estatutos da Ordem limitavam a entrada a ela para os homens que eram cavaleiros e gentlemen, estes últimos definidos por terem três gerações de "nobreza" (quer dizer, ancestrais que tinham direito a brasão de armas) em ambas as origens, paterna e materna. Na prática, porém, só os nobres da Irlanda (e ocasionalmente alguns príncipes estrangeiro) foram recompensados em algum momento com a Ordem. A cruz de São Patrício (uma cruz vermelha em fundo branco) era escolhida como um dos símbolos da Ordem. Uma bandeira de São Patrício foi usada semi-oficialmente para representar a Irlanda daquele tempo até o Acto de União em 1800, quando foi incorporada a Bandeira do Reino Unido.

### República
O Conselho Executivo Irlandês, a cargo de W.T. Cosgrave, decidiu não continuar designando aspirantes para a Ordem quando o Estado Livre Irlandês abandonou o Reino Unido em 1922. Desde então, somente três pessoas foram galardoadas com a Ordem, todos membros da Família Real Britânica. O então Príncipe de Gales (o futuro rei Eduardo VIII e logo Duque de Windsor) foi nomeado cavaleiro em 1927 e seus irmão mais novos, Henrique, Duque de Gloucester em 1934 e Alberto, Duque de York (depois Jorge VI) em 1936. O Duque de Gloucester, em sua morte, em 1974, era o último membro da Ordem. Porém, esta nunca foi suprimida e seu restabelecimento foi discutido pelo governo irlandês em inúmeras ocasiões.

### Possível restabelecimento
Winston Churchill sugeriu restabelecer a Ordem em 1943 para reconhecer os serviços do general Harold Alexander na Tunísia, porém seus ministros e funcionários eram da opinião de que seria uma ofensa ao equilíbrio diplomático entre Londres e Dublin. Taoiseach e Sean Lemass consideraram a restauração da Ordem durante a década de 1960, mas não chegaram a uma decisão.
É legalmente possível que a monarquia britânica restabeleça a Ordem de forma unilateral, mas é muito pouco provável. Também é possível que a coroa britânica e o Governo Irlandês decidam recuperá-la como parte de um sistema de honras anglo-irlandês. O periódico irlandês Sunday Independent publicou um artigo em julho de 2004 incentivando o restabelecimento da Ordem e sua concessão de forma conjunta pelo presidente irlandês e o monarca britânico a indivíduos que tenham se distinguido no campo das relações anglo-irlandesas. Outras publicações também deram sugestões similares.
A Constituição da Irlanda diz que «Os títulos da nobreza não serão conferidos pelo Estado» (Artigo 40.1) e que «Nenhum título de nobreza ou de honra pode ser aceito por um cidadão exceto que tenha a aprovação anterior do governo» (Artigo 40.2). Os especialistas estão divididos sobre se esta cláusula proíbe a concessão da Ordem de São Patrício aos cidadãos irlandeses. Alguns sugerem que a expressão "títulos de nobreza" implica nobreza hereditária e outros títulos nobres, não títulos honoríficos em vida, como a nomeação de cavaleiros.

## Composição

### Membros

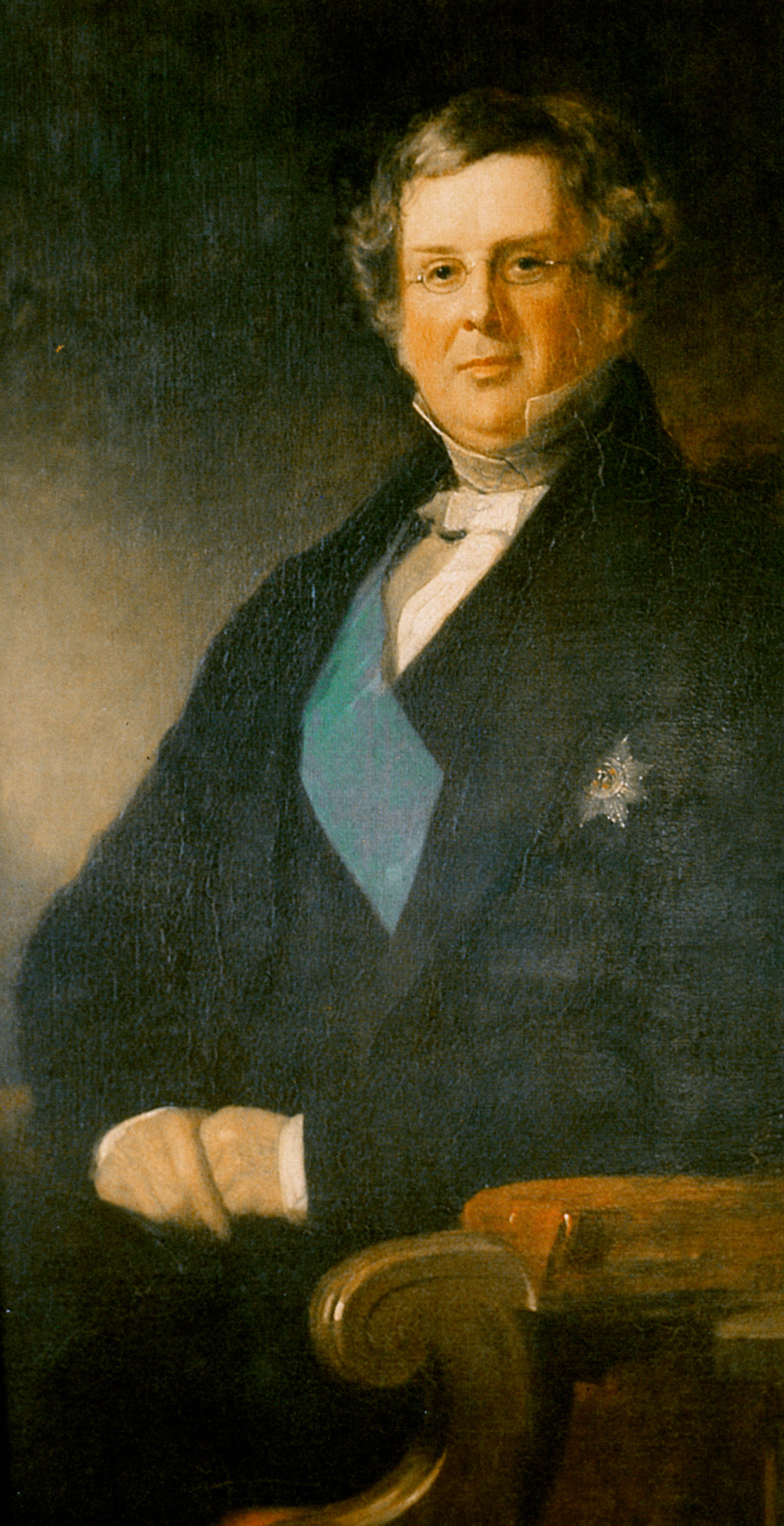
O astrônomo William Parsons, 3º Conde de Rosse vestindo a faixa e a estrela da Ordem

O monarca britânico é o soberano da Ordem de São Patrício e o Lorde Tenente da Irlanda, seu representante na Irlanda, serviu como Grão-Mestre. O cargo de Lorde Tenente foi extinto em 1922, tendo sido o último Edmund FitzAlan-Howard, 1º Visconde FitzAlan de Derwent.
A Ordem, originalmente, tinha quinze cavaleiros além do Soberano, até 1821, quando Jorge IV nomeou seis cavaleiros adicionais, ainda que não tenha ditado nenhuma Ordem Real a respeito da mudança até 1830. Guilherme IV modificou os estatutos em 1833, aumentando o limite para vinte e dois cavaleiros.
Os estatutos originais, baseados praticamente na Ordem da Liga, prescreviam que nenhuma vaga poderia ser ocupada pelo Soberano sem uma nomeação por parte dos membros. Cada um destes deveria propor nove candidatos, dos quais três teriam que possuir a classe de Conde ou maior, três a classe de Barão ou maior e três a classe de Cavaleiro ou maior, ficando um voto livre. O sistema nunca chegou a ser colocado em prática, o Grão-Mestre nomeava um grupo, o Soberano usualmente o aprovava, e uma reunião do capítulo sustentava que os cavaleiro «haviam escolhido» o novo membro. A Ordem de São Patrício se diferenciava de seus contrapartes ingleses e escoceses, a Liga e o Cardo, somente na designação de grupos e príncipes. As mulheres nunca foram admitidas na Ordem de São Patrício, e não eram elegíveis nas outras duas ordens até 1987. A única mulher que pertenceu a ela foi a Rainha Vitória, como Soberana da Ordem. Ainda que estivesse associada à Igreja da Irlanda até 1871, vários católicos foram membros da Ordem ao longo de sua história.

## Galeria

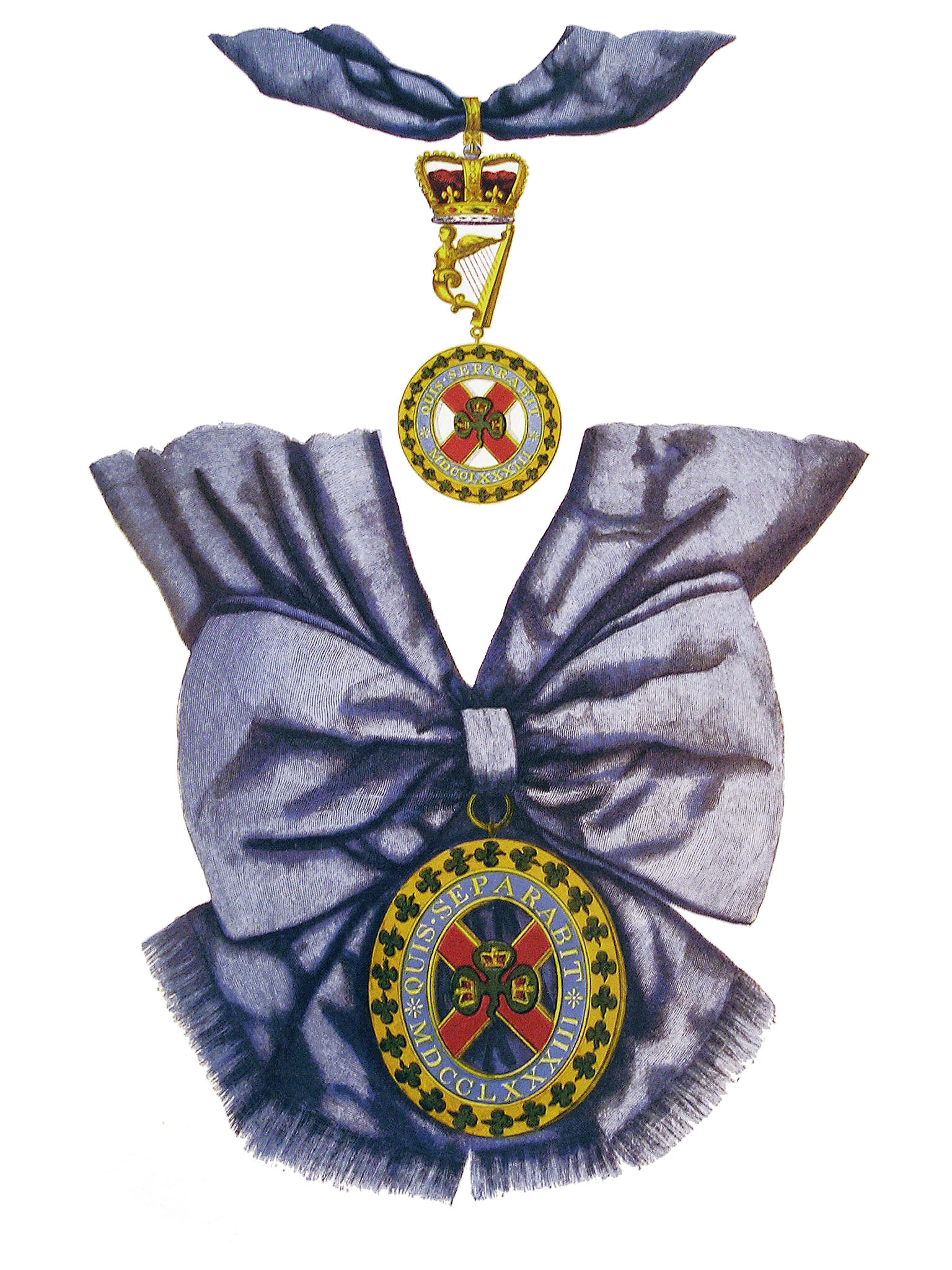
Distintivos de Grão-mestre (acima) e Cavaleiro Companheiro (abaixo) da Ordem de São Patrício.
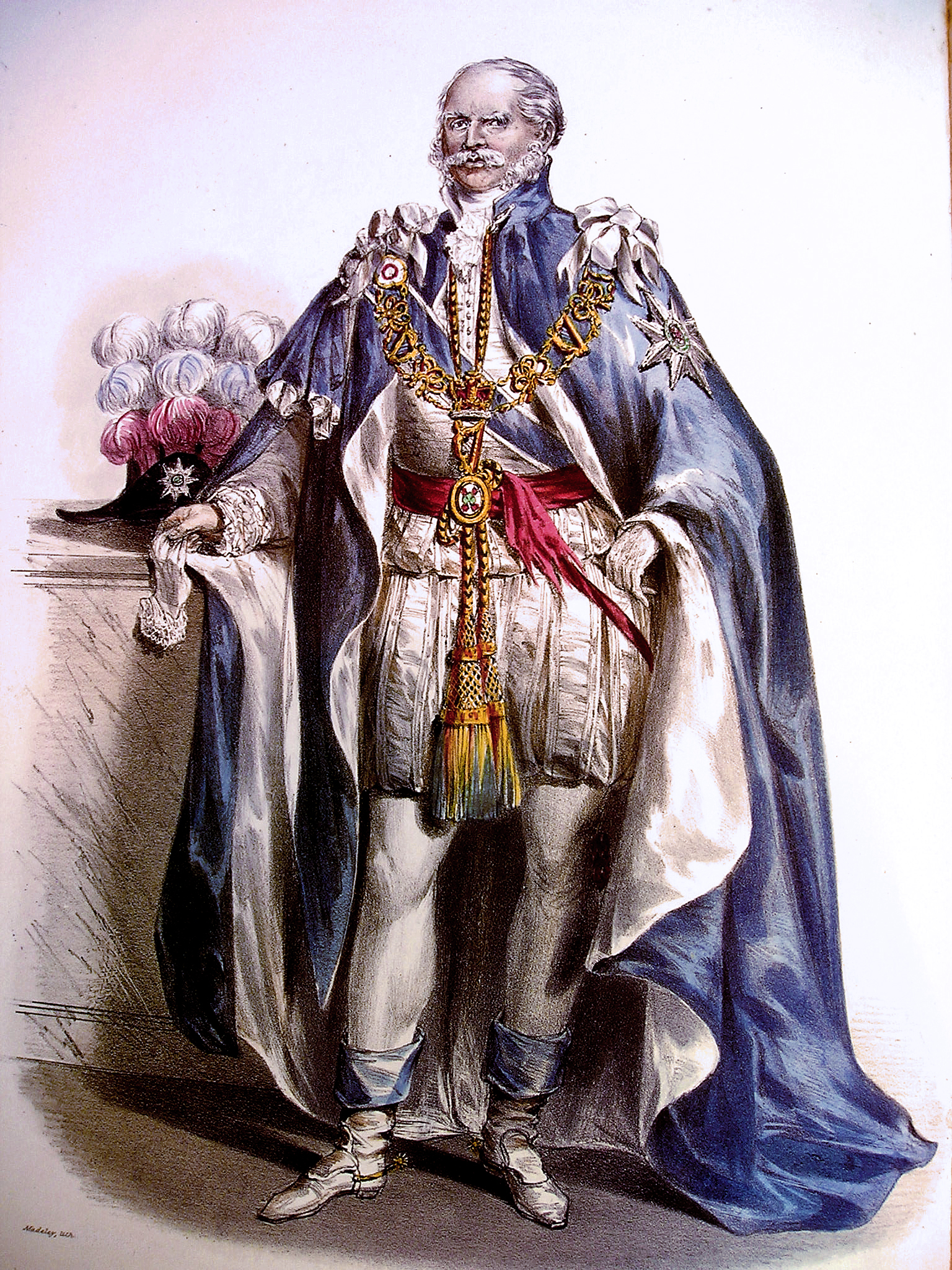
Ernesto Augusto I, Rei de Hanôver usando as vestes de Cavaleiro Companheiro da Ordem de São Patrício.